# Liste der Gesamtersten beim NBA Draft
Übersicht über alle Basketball-Spieler, die beim NBA Draft an Position 1 ausgewählt wurden.

## Gesamterste im NBA Draft
| Jahr | Spieler            | Nationalität                 | Team                   |
| ---- | ------------------ | ---------------------------- | ---------------------- |
| 1950 | Chuck Share        | Vereinigte Staaten           | Boston Celtics         |
| 1951 | Gene Melchiorre    | Vereinigte Staaten           | Baltimore Bullets      |
| 1952 | Mark Workman       | Vereinigte Staaten           | Milwaukee Hawks        |
| 1953 | Ernie Beck         | Vereinigte Staaten           | Philadelphia Warriors  |
| 1954 | Frank Selvy        | Vereinigte Staaten           | Baltimore Bullets      |
| 1955 | Dick Ricketts      | Vereinigte Staaten           | St. Louis Hawks        |
| 1956 | Sihugo Green       | Vereinigte Staaten           | Rochester Royals       |
| 1957 | Rod Hundley        | Vereinigte Staaten           | Cincinnati Royals      |
| 1958 | Elgin Baylor       | Vereinigte Staaten           | Minneapolis Lakers     |
| 1959 | Bob Boozer         | Vereinigte Staaten           | Cincinnati Royals      |
| 1960 | Oscar Robertson    | Vereinigte Staaten           | Cincinnati Royals      |
| 1961 | Walt Bellamy       | Vereinigte Staaten           | Chicago Packers        |
| 1962 | Bill McGill        | Vereinigte Staaten           | Chicago Zephyrs        |
| 1963 | Art Heyman         | Vereinigte Staaten           | New York Knicks        |
| 1964 | Jim Barnes         | Vereinigte Staaten           | New York Knicks        |
| 1965 | Fred Hetzel        | Vereinigte Staaten           | San Francisco Warriors |
| 1966 | Cazzie Russell     | Vereinigte Staaten           | New York Knicks        |
| 1967 | Jimmy Walker       | Vereinigte Staaten           | Detroit Pistons        |
| 1968 | Elvin Hayes        | Vereinigte Staaten           | San Diego Rockets      |
| 1969 | Lew Alcindor       | Vereinigte Staaten           | Milwaukee Bucks        |
| 1970 | Bob Lanier         | Vereinigte Staaten           | Detroit Pistons        |
| 1971 | Austin Carr        | Vereinigte Staaten           | Cleveland Cavaliers    |
| 1972 | LaRue Martin       | Vereinigte Staaten           | Portland Trail Blazers |
| 1973 | Doug Collins       | Vereinigte Staaten           | Philadelphia 76ers     |
| 1974 | Bill Walton        | Vereinigte Staaten           | Portland Trail Blazers |
| 1975 | David Thompson     | Vereinigte Staaten           | Atlanta Hawks          |
| 1976 | John Lucas II      | Vereinigte Staaten           | Houston Rockets        |
| 1977 | Kent Benson        | Vereinigte Staaten           | Milwaukee Bucks        |
| 1978 | Mychal Thompson    | Bahamas                      | Portland Trail Blazers |
| 1979 | Earvin Johnson     | Vereinigte Staaten           | Los Angeles Lakers     |
| 1980 | Joe Barry Carroll  | Vereinigte Staaten           | Golden State Warriors  |
| 1981 | Mark Aguirre       | Vereinigte Staaten           | Dallas Mavericks       |
| 1982 | James Worthy       | Vereinigte Staaten           | Los Angeles Lakers     |
| 1983 | Ralph Sampson      | Vereinigte Staaten           | Houston Rockets        |
| 1984 | Hakeem Olajuwon    | Nigeria                      | Houston Rockets        |
| 1985 | Patrick Ewing      | Vereinigte Staaten           | New York Knicks        |
| 1986 | Brad Daugherty     | Vereinigte Staaten           | Cleveland Cavaliers    |
| 1987 | David Robinson     | Vereinigte Staaten           | San Antonio Spurs      |
| 1988 | Danny Manning      | Vereinigte Staaten           | Los Angeles Clippers   |
| 1989 | Pervis Ellison     | Vereinigte Staaten           | Sacramento Kings       |
| 1990 | Derrick Coleman    | Vereinigte Staaten           | New Jersey Nets        |
| 1991 | Larry Johnson      | Vereinigte Staaten           | Charlotte Hornets      |
| 1992 | Shaquille O’Neal   | Vereinigte Staaten           | Orlando Magic          |
| 1993 | Chris Webber       | Vereinigte Staaten           | Orlando Magic          |
| 1994 | Glenn Robinson     | Vereinigte Staaten           | Milwaukee Bucks        |
| 1995 | Joe Smith          | Vereinigte Staaten           | Golden State Warriors  |
| 1996 | Allen Iverson      | Vereinigte Staaten           | Philadelphia 76ers     |
| 1997 | Tim Duncan         | Amerikanische Jungferninseln | San Antonio Spurs      |
| 1998 | Michael Olowokandi | Nigeria                      | Los Angeles Clippers   |
| 1999 | Elton Brand        | Vereinigte Staaten           | Chicago Bulls          |
| 2000 | Kenyon Martin      | Vereinigte Staaten           | New Jersey Nets        |
| 2001 | Kwame Brown        | Vereinigte Staaten           | Washington Wizards     |
| 2002 | Yao Ming           | Volksrepublik China          | Houston Rockets        |
| 2003 | LeBron James       | Vereinigte Staaten           | Cleveland Cavaliers    |
| 2004 | Dwight Howard      | Vereinigte Staaten           | Orlando Magic          |
| 2005 | Andrew Bogut       | Australien                   | Milwaukee Bucks        |
| 2006 | Andrea Bargnani    | Italien                      | Toronto Raptors        |
| 2007 | Greg Oden          | Vereinigte Staaten           | Portland Trail Blazers |
| 2008 | Derrick Rose       | Vereinigte Staaten           | Chicago Bulls          |
| 2009 | Blake Griffin      | Vereinigte Staaten           | Los Angeles Clippers   |
| 2010 | John Wall          | Vereinigte Staaten           | Washington Wizards     |
| 2011 | Kyrie Irving       | Vereinigte Staaten           | Cleveland Cavaliers    |
| 2012 | Anthony Davis      | Vereinigte Staaten           | New Orleans Hornets    |
| 2013 | Anthony Bennett    | Kanada                       | Cleveland Cavaliers    |
| 2014 | Andrew Wiggins     | Kanada                       | Cleveland Cavaliers    |
| 2015 | Karl-Anthony Towns | Dominikanische Republik      | Minnesota Timberwolves |
| 2016 | Ben Simmons        | Australien                   | Philadelphia 76ers     |
| 2017 | Markelle Fultz     | Vereinigte Staaten           | Philadelphia 76ers     |
| 2018 | Deandre Ayton      | Bahamas                      | Phoenix Suns           |
| 2019 | Zion Williamson    | Vereinigte Staaten           | New Orleans Pelicans   |
| 2020 | Anthony Edwards    | Vereinigte Staaten           | Minnesota Timberwolves |
| 2021 | Cade Cunningham    | Vereinigte Staaten           | Detroit Pistons        |
| 2022 | Paolo Banchero     | Vereinigte Staaten           | Orlando Magic          |
| 2023 | Victor Wembanyama  | Frankreich                   | San Antonio Spurs      |
| 2024 | Zaccharie Risacher | Frankreich                   | Atlanta Hawks          |